# Лионский собор
Собор Сен-Жан или Собор Иоанна Крестителя — главный храм Лиона, начиная с XII века. Расположен в квартале Сен-Жан в Старом Лионе — средневековой части города между холмом Фурвьер и Соной, и в его составе является объектом Всемирного наследия ЮНЕСКО.
Собор Сен-Жан — примациальный храм (фр. primatiale, от фр. primatie — примас), так как он является кафедральным собором архиепископа Лиона, носящего статус примаса.
В соборе находятся астрономические часы XIV века, одни из самых старых в мире.
Рядом с собором расположен «археологический сад» (фр. jardin archéologique) с остатками двух других церквей XI века (св. Стефана и Святого Креста), разрушенных в годы Великой Французской революции, — а также раскопки раннехристианского баптистерия IV века.
Собор открыт для посещения туристами с 8 до 12 часов утра и с 14 часов до 19:30 (по выходным и праздничным дням до 17 часов, в дни больших церковных праздников — только утром).

## История

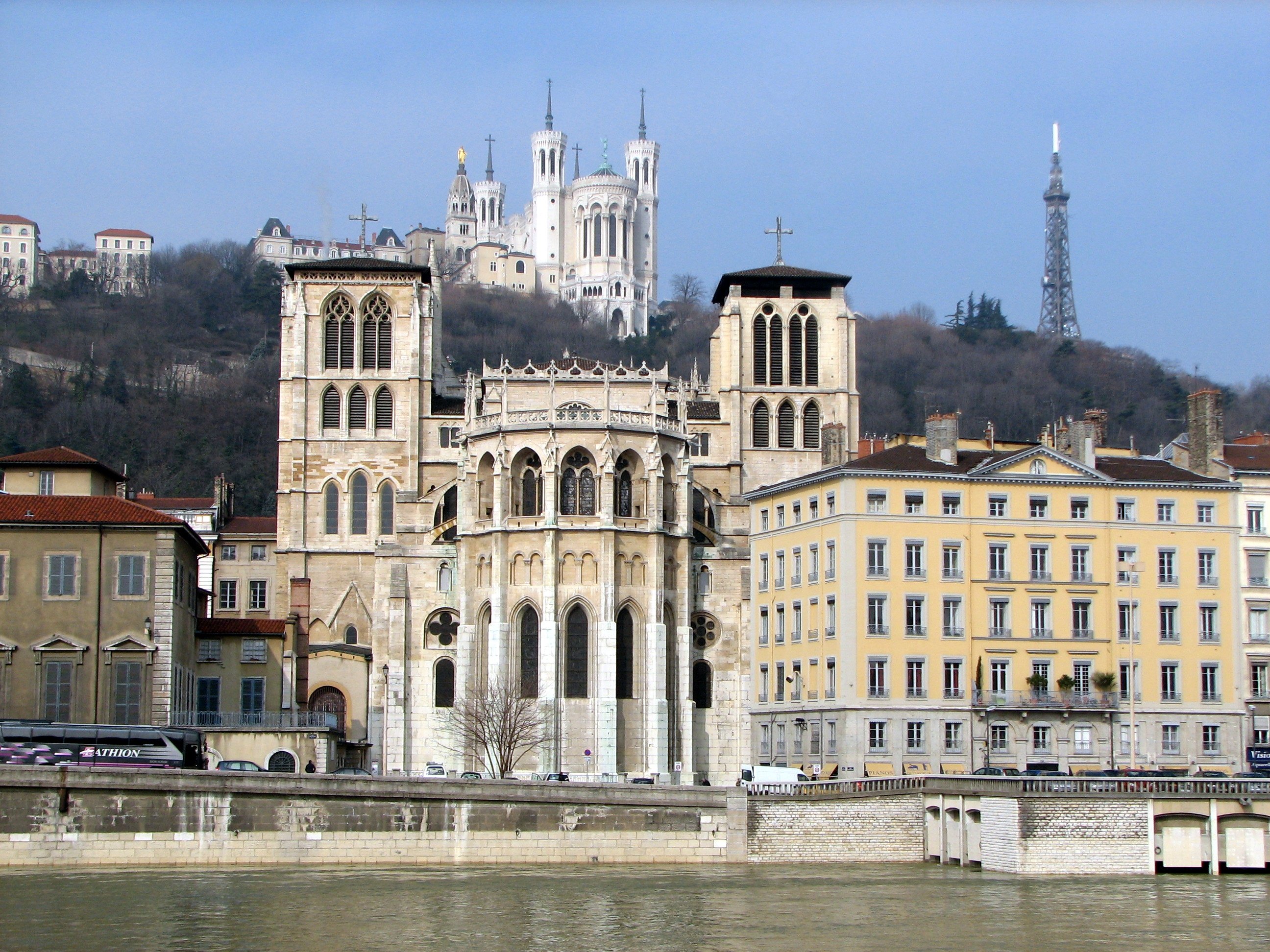
Вид на апсиду собора Сен-Жан со стороны Соны. На заднем плане Базилика Нотр-Дам-де-Фурвьер и металлическая башня на Фурвьере.

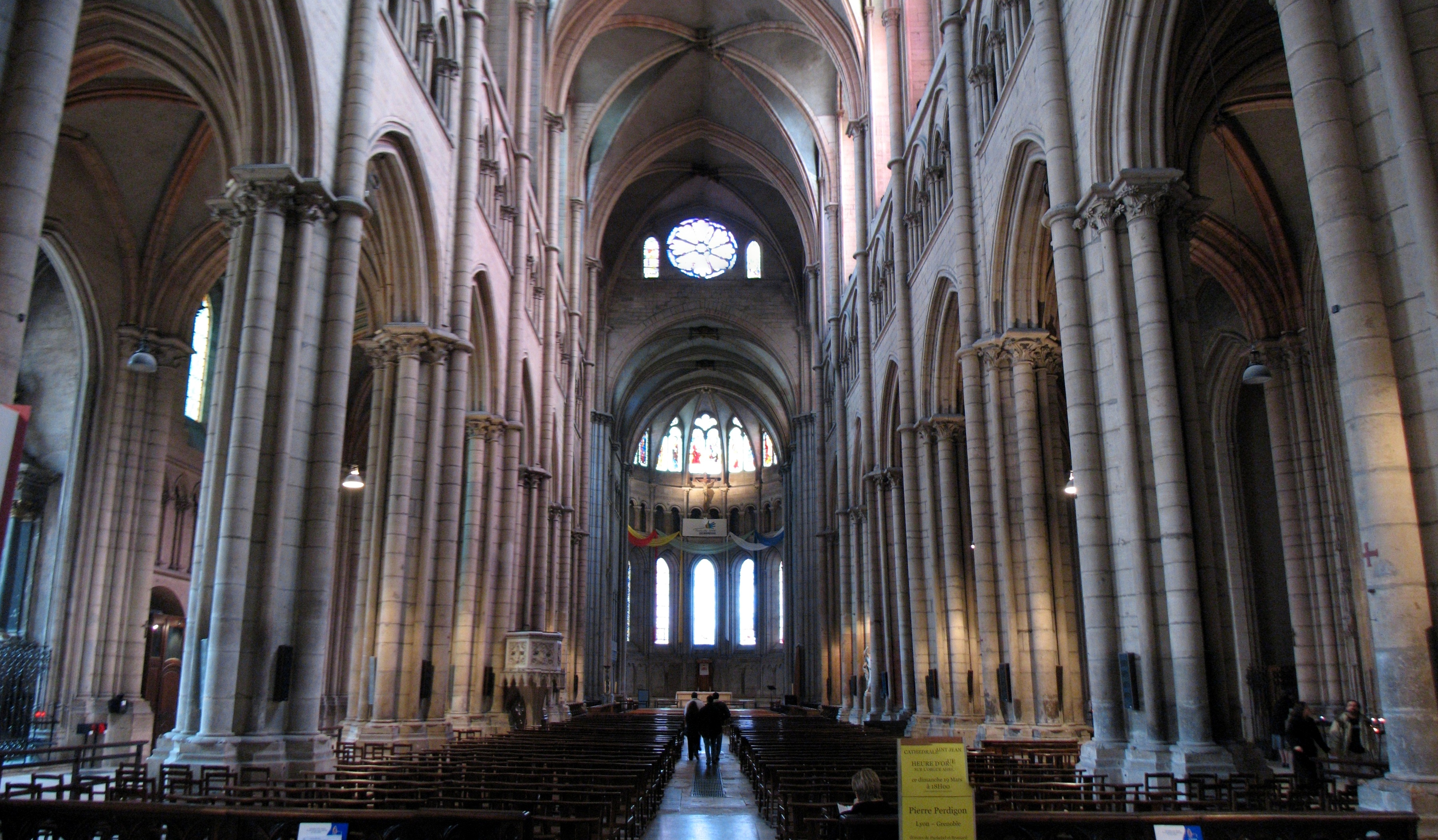
Интерьер.

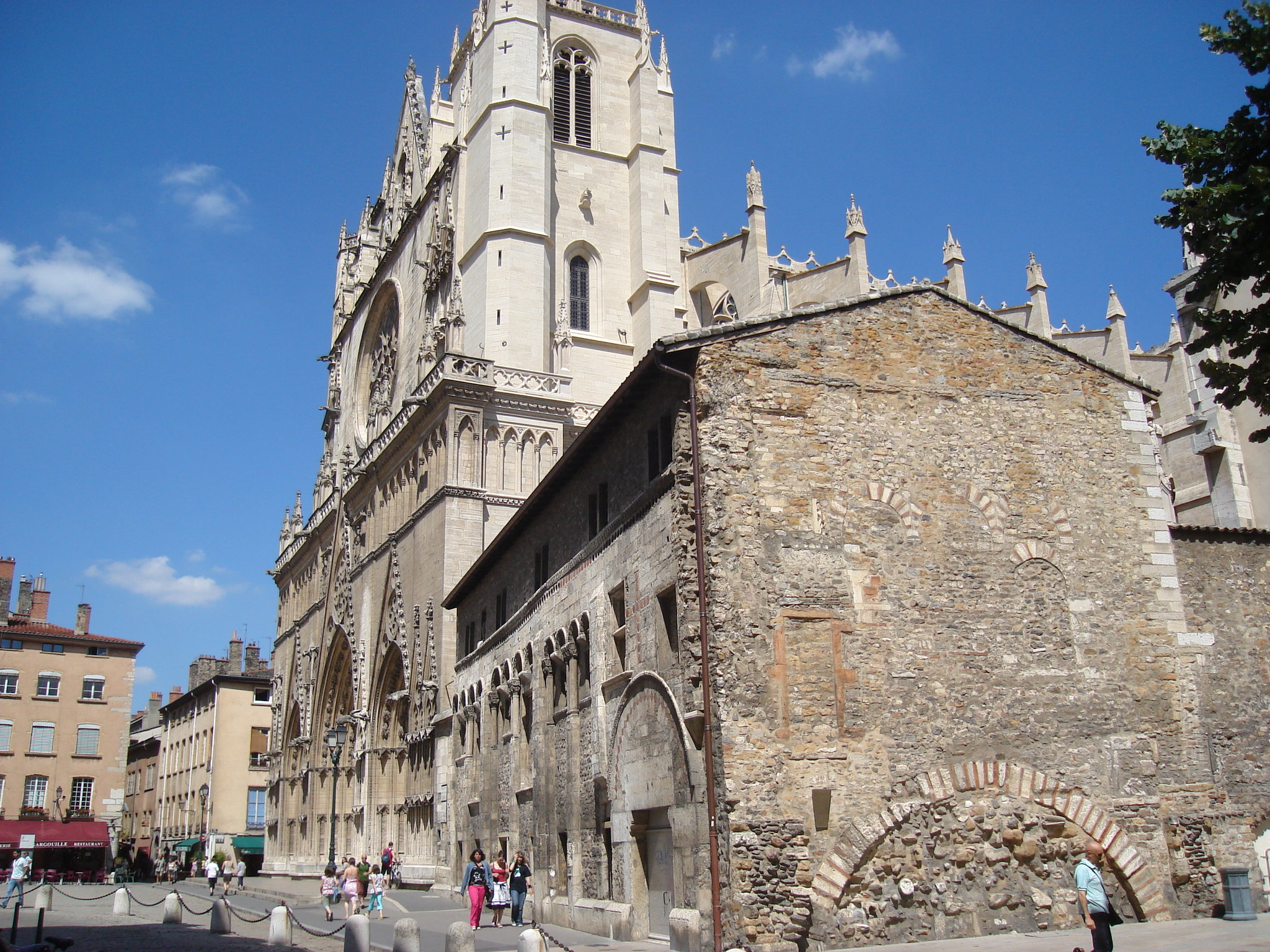
Здание школы пения (манекантери) XI века примыкает к собору

### Строительство
Строительство началось в XII веке на месте древней церкви эпохи Меровингов. Нижняя часть апсиды возводилась с 1165 по 1180 год. Собор расширялся и достраивался в течение нескольких веков. Строительство главного фасада началось в XIV веке, а завершилось в 1481 году. Для него использовались камни, оставшиеся от находившихся здесь ранее древнеримских сооружений, разрушенных в IX веке. В связи с длительностью строительства, восточная, самая старая часть храма, обращённая к Соне, включающая апсиду и хор, была выполнена в романском стиле, а более новая западная, включая главный фасад, — в готическом.
Собор был опустошён гугенотами в 1562 году, позже восстановлен.
В годы Великой Французской революции был перестроен хор, собор подвергся революционному вандализму.
В 1935—1936 годах хор был восстановлен в том виде, какой он имел в XII веке.
В 1982 году был отреставрирован фасад, в 1986 — апсида.

### Важные даты
- 1245 год — в храме проходит Первый Лионский собор (он же 13-й Вселенский собор), созванный папой Иннокентием IV, на котором основным вопросом было низложение императора Фридриха II.
- 1274 год — в храме проходит Второй Лионский собор (он же 14-й Вселенский собор), созванный папой Григорием X в попытке объединения церквей. На нём играл видную роль Бонавентура, умерший во время этого собора. Много шума вызвало крещение главы посольства монгольского Абаки-хана.
- 1316 год — в храме проходит коронация папы Иоанна XXII.
- декабрь 1600 — венчание Генриха IV и Марии Медичи.
- 12 декабря 1622 — интронизация Ришельё в качестве кардинала.
- 5 октября 1986 — папа Иоанн Павел II принимает в храме сотни страждущих.

## Достопримечательности

### Астрономические часы

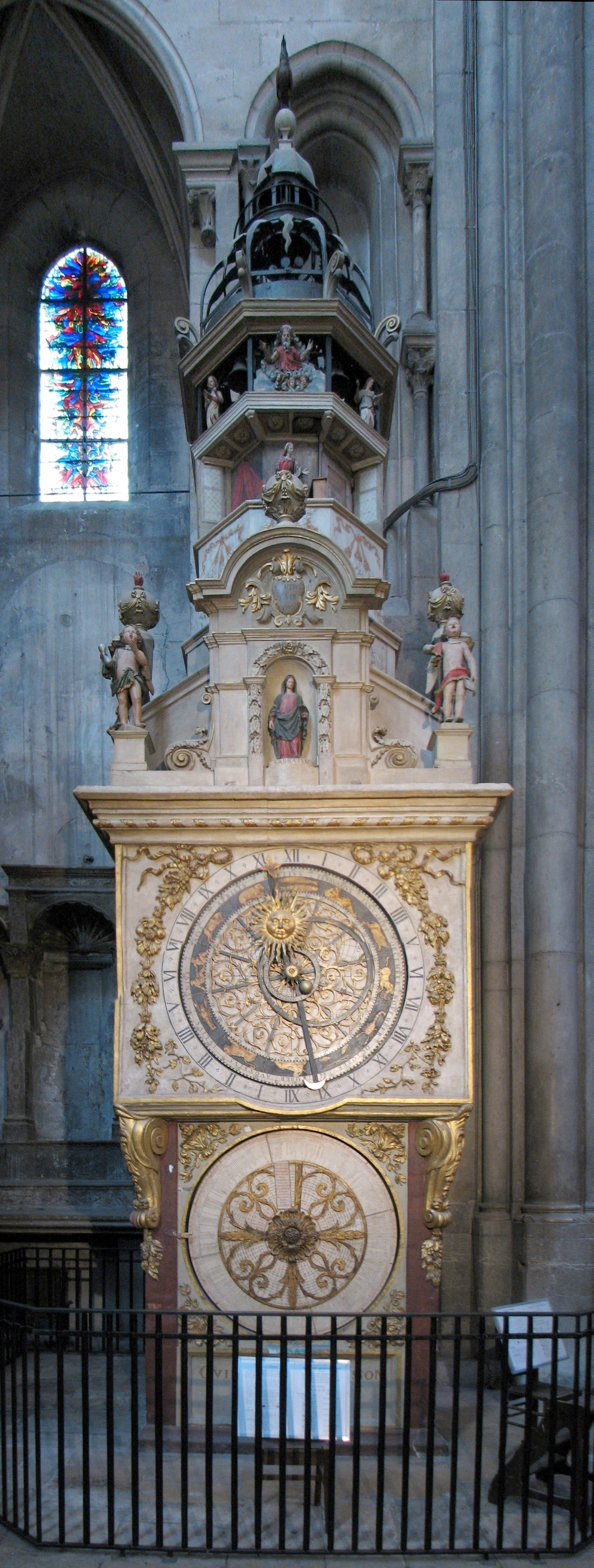
Астрономические часы

Действующие астрономические часы, находящиеся в соборе, — самые старые во Франции. Они ведут свою историю с XIV века. После разрушения гугенотами, реставрировались с 1572 по 1600 год. Свой барочный вид они приобрели в 1655 году. В XVIII веке на них появился минутный циферблат со стрелкой. Несмотря на многократные ремонты и переделки, часы содержат некоторые железные детали, выплавленные в конце XVI века.
Показывают часы, минуты, дату, положение Луны и Солнца относительно Земли, а также восход наиболее ярких звёзд над Лионом.
Четыре раза в течение дня (в 12, 14, 15 и 16 часов) раздаётся звон часов, сопровождаемый движением кукол-автоматов, расположенных в верхней части часов и изображающих сценки на религиозные темы.

### Другие достопримечательности
- Витражи, в том числе витражи XIII века в апсиде.
- Примыкающее к фасаду собора здание церковной школы пения (манекантери́ — фр. manécanterie) XI века, в котором находится музей сокровищницы.
- Капелла Бурбонов XV века, в которой захоронен кардинал Бурбон (1488).
- Статуя Иоанна Крестителя работы Блэза (Blais) 1780.
- Орган 1841 года.